# 11e arrondissement de Marseille
Pour les articles homonymes, voir 11e arrondissement.
Le 11e arrondissement de Marseille est une des divisions administratives de la ville de Marseille en France. Il fait partie du sixième secteur de Marseille.
Il se situe à l'est de la commune.
Il est bordé par le 10e arrondissement et le 12e arrondissement à l'ouest, par le 9e arrondissement au sud et par les communes de La Penne-sur-Huveaune au nord-est et d'Aubagne au sud-est.

## Quartiers

11e arrondissement de Marseille.

Le 11e arrondissement de Marseille comprend les 11 grands quartiers des Accates, de la Barasse, des Camoins, d’Éoures, de la Millière, de la Pomme, de Saint-Menet, de Saint-Marcel, de la Treille, de la Valbarelle et de la Valentine ainsi que ses 32 IRIS dont 26 IRIS d'habitation (sous-quartiers).

## Transports en commun
Le 11e arrondissement est desservi par la ligne 1 du tramway ainsi que par plusieurs lignes de bus de la RTM et des lignes de l’Agglo et d’autocars de Cartreize :
- Ligne 4 : Métro La Rose - La Valentine centres commerciaux
- Ligne 6 (Aubagne) : Eiffel - Les Candolles
- Ligne 9 : Les Caillols centre urbain - Saint-Julien
- Ligne 10 : Métro La Fourragère - Les Caillols Hôpital
- Ligne 10 (Aubagne) : Gare d’Aubagne - La Treille
- Ligne 12 : Métro La Timone - Éoures
- Ligne 12B : Métro La Timone - Les Camoins
- Ligne 12S : Métro La Timone - La Treille
- Ligne 15 : Métro Sainte-Marguerite Dromel - Les Escourtines
- Ligne 15S : Métro Sainte-Marguerite Dromel - La Valentelle
- Ligne 18 : Castellane - Le Bosquet
- Ligne 40 : Métro La Timone - La Solitude
- Ligne 50 : Métro Castellane - Les Escourtines
- Ligne 64 : Gare de la Barasse - Collège Olympe de Gouges
- Ligne 91 : Métro La Timone - Les Caillols Hôpital
- Ligne 240 (Cartreize) : Métro La Fourragère - Gare d’Aubagne
- Ligne 509 : Canebière (Bourse) - Les Caillols centre urbain
- Ligne 540 : Castellane - La Solitude

Certains habitants sont dans l'attente d'une ligne de métro ou de tramway qui désengorgerait le secteur.

## Démographie
En 2022, l'arrondissement comptait 59 033 habitants.
| 1968   | 1975   | 1982   | 1990   | 1999   | 2006   | 2011   | 2016   | 2021   |
| ------ | ------ | ------ | ------ | ------ | ------ | ------ | ------ | ------ |
| 35 435 | 44 540 | 50 757 | 51 185 | 53 547 | 55 699 | 56 779 | 57 757 | 57 924 |

| 2022   | - | - | - | - | - | - | - | - |
| ------ | - | - | - | - | - | - | - | - |
| 59 033 | - | - | - | - | - | - | - | - |

### Population des quartiers du11earrondissementdeMarseille
| Grand quartier | Grand quartier | Population (source INSEE, population par IRIS) | Population (source INSEE, population par IRIS) | Population (source INSEE, population par IRIS) | Population (source INSEE, population par IRIS) | Population (source INSEE, population par IRIS) | Population (source INSEE, population par IRIS) | Liste des IRIS (sous-quartiers) ‹H› habitation ; ‹A› activités ; ‹D› divers/rural |
| Nom            | Code           | 1990                                           | 1999                                           | 2006                                           | 2007                                           | 2012                                           | 2016                                           | Liste des IRIS (sous-quartiers) ‹H› habitation ; ‹A› activités ; ‹D› divers/rural |
| -------------- | -------------- | ---------------------------------------------- | ---------------------------------------------- | ---------------------------------------------- | ---------------------------------------------- | ---------------------------------------------- | ---------------------------------------------- | --- |
| Les Accates    | 13 211 01      | 777                                            | 905                                            | 1 088                                          | 1 681                                          | 1 804                                          | 1 960                                          | - 01 : Les Accates ‹H› |
| La Barasse     | 13 211 02      | 2 274                                          | 2 476                                          | 2 377                                          | 2 480                                          | 2 461                                          | 2 501                                          | - 01 : La Barasse ‹H› - 02 : Les Collines de la Barasse ‹D› |
| Les Camoins    | 13 211 03      | 2 823                                          | 3 238                                          | 4 085                                          | 4 251                                          | 4 459                                          | 4 809                                          | - 01 : Les Camoins ‹H› |
| Éoures         | 13 211 04      | 959                                            | 1 257                                          | 1 309                                          | 1 424                                          | 1 453                                          | 1 624                                          | - 01 : Éoures ‹H› |
| La Millière    | 13 211 05      | 3 037                                          | 2 869                                          | 3 076                                          | 3 091                                          | 2 773                                          | 2 894                                          | - 01 : La Millière ‹H› - 02 : Les Collines de la Millière ‹D› |
| La Pomme       | 13 211 06      | 18 596                                         | 18 153                                         | 17 781                                         | 17 319                                         | 17 787                                         | 17 927                                         | - 01 : Air Bel-Clémentine ‹H› - 02 : Air Bel-Pommeraie ‹H› - 03 : La Grognarde ‹H› - 04 : Pommeraie-Saint-Jean ‹H› - 05 : La Mazenode ‹H› - 06 : Bel Ombre ‹H› - 07 : Campanules-Faïenciers ‹H› - 08 : Sainte-Madeleine ‹H› - 09 : William Booth ‹H› |
| Saint-Marcel   | 13 211 07      | 9 601                                          | 9 550                                          | 10 042                                         | 10 509                                         | 10 256                                         | 9 938                                          | - 01 : Saint-Marcel Haut ‹H› - 02 : Saint-Marcel Village ‹H› - 03 : Collet des Comtes ‹H› - 04 : Les Libérateurs ‹H› - 05 : Z.I. Saint-Marcel ‹A› - 06 : Les Collines de Saint-Marcel ‹D›                                                            |
| Saint-Menet    | 13 211 08      | 2 268                                          | 2 287                                          | 2 321                                          | 2 539                                          | 2 050                                          | 2 736                                          | - 01 : Saint-Menet ‹H› - 02 : Z.I. Saint-Menet ‹A› |
| La Treille     | 13 211 09      | 626                                            | 652                                            | 828                                            | 905                                            | 821                                            | 862                                            | - 01 : La Treille ‹H› |
| La Valbarelle  | 13 211 10      | 9 144                                          | 9 761                                          | 9 761                                          | 9 735                                          | 9 758                                          | 9 107                                          | - 01 : Lanfranchi-Bonfort ‹H› - 02 : Heckel ‹H› - 03 : Michelis-Saint-Jacques ‹H› - 04 : Les Hauts de Saint-Jacques ‹D› - 05 : Néréide-Bosquet ‹H›                                                                                                   |
| La Valentine   | 13 211 11      | 2 081                                          | 2 372                                          | 3 131                                          | 3 250                                          | 3 212                                          | 3 399                                          | - 01 : Valentine Village ‹H› - 02 : Centres commerciaux La Valentine ‹A› |
| Total          | Total          | 52 186                                         | 53 520                                         | 55 699                                         | 57 184                                         | 56 834                                         | 57 757                                         | 32 (dont 26 ‹H›, 2 ‹A›, 4 ‹D›) |

### Éducation et Formation par quartiers en 2006
| Quartier        | 15 ans et + non scolarisés | Total sans diplômes | % sans diplômes | Total au moins BAC+3 | % au moins BAC+3 |
| --------------- | -------------------------- | ------------------- | --------------- | -------------------- | ---------------- |
| Les Accates     | 799                        | 120                 | 15,00 %         | 129                  | 16,10 %          |
| La Barasse      | 1 789                      | 393                 | 21,95 %         | 100                  | 5,59 %           |
| Les Camoins     | 3 047                      | 745                 | 24,46 %         | 357                  | 11,71 %          |
| Eoures          | 918                        | 125                 | 13,60 %         | 195                  | 21,24 %          |
| La Millière     | 2 153                      | 607                 | 28,20 %         | 130                  | 6,05 %           |
| La Pomme        | 12 132                     | 3 110               | 25,63 %         | 804                  | 8.62 %           |
| Saint-Marcel    | 7 269                      | 1 865               | 25.66 %         | 543                  | 7,47 %           |
| Saint-Menet     | 1 521                      | 287                 | 18,85 %         | 277                  | 18,23 %          |
| La Treille      | 482                        | 49                  | 10,21 %         | 138                  | 28,57 %          |
| La Valbarelle   | 6 780                      | 2 042               | 30,11 %         | 315                  | 4,64 %           |
| La Valentine    | 2 173                      | 321                 | 14,80 %         | 313                  | 14,43 %          |
| Arrondissement  | 39 063                     | 9 665               | 24,74 %         | 3 300                | 8,45 %           |
| Total Marseille | 590 908                    | 149 305             | 25,27 %         | 79 435               | 13,44 %          |

### Taux de chômage par quartiers en 2006
| Quartier        | Population active | Nombre de chômeurs | Taux de chômage |
| --------------- | ----------------- | ------------------ | --------------- |
| Les Accates     | 487               | 27                 | 5,55 %          |
| La Barasse      | 1 053             | 160                | 15,23 %         |
| Les Camoins     | 1 742             | 127                | 7,31 %          |
| Eoures          | 557               | 36                 | 6,52 %          |
| La Millière     | 1 327             | 205                | 15,42 %         |
| La Pomme        | 7 781             | 1 407              | 18,08 %         |
| Saint-Marcel    | 4 619             | 717                | 15,52 %         |
| Saint-Menet     | 1 065             | 127                | 11,95 %         |
| La Treille      | 302               | 8                  | 2,77 %          |
| La Valbarelle   | 4 371             | 783                | 17,92 %         |
| La Valentine    | 1 499             | 99                 | 6,63 %          |
| Arrondissement  | 24 804            | 3 698              | 14,91 %         |
| Total Marseille | 352 855           | 64 330             | 18,23 %         |

### Les bénéficiaires de la couverture maladie universelle complémentaire (CMU-C) par quartiers
La CMU complémentaire (CMU-C) est une complémentaire santé gratuite qui prend en charge ce qui n'est pas couvert par les régimes d'assurance maladie obligatoire elle est attribuée sous condition de (faibles) ressources.
Bénéficiaires de la CMU-C par IRIS en 2008
| Quartier        | Population couverte 2008 | Bénéficiaires CMU-C 2008 | % bénéficiaires 2008 |
| --------------- | ------------------------ | ------------------------ | -------------------- |
| Les Accates     | 1 173                    | 13                       | 1,11 %               |
| La Barasse      | 3 314                    | 167                      | 5,04 %               |
| Les Camoins     | 2 926                    | 80                       | 2,73 %               |
| Eoures          | 1 089                    | 19                       | 1,74 %               |
| La Millière     | 3 314                    | 167                      | 5,04 %               |
| La Pomme        | 15 281                   | 2 524                    | 16,52 %              |
| Saint-Marcel    | 10 147                   | 1 442                    | 14,21 %              |
| Saint-Menet     | 1 719                    | 89                       | 5,18 %               |
| La Treille      | 622                      | 5                        | 0,80 %               |
| La Valbarelle   | 5 947                    | 1 121                    | 18,85 %              |
| La Valentine    | 2 480                    | 69                       | 2,78 %               |
| Arrondissement  | 48 012                   | 5 696                    | 11,86 %              |
| Total Marseille | 718 664                  | 132 156                  | 18,39 %              |

### Les Familles par quartiers en 2006
Familles monoparentales et familles de 4 enfants au 1er janvier 2006
| Quartier             | Familles | Dont monoparentales | % familles monoparentales | Familles de 4 enfants et + | % familles 4 enfants et + |
| -------------------- | -------- | ------------------- | ------------------------- | -------------------------- | ------------------------- |
| Les Accates          | 303      | 35                  | 11,41 %                   | 0                          | 0,00 %                    |
| La Barasse           | 670      | 113                 | 16,88 %                   | 7                          | 0,97 %                    |
| Les Camoins          | 984      | 65                  | 6,63 %                    | 8                          | 0,80 %                    |
| Eoures               | 376      | 14                  | 3,65 %                    | 1                          | 0,28 %                    |
| La Millière          | 845      | 166                 | 19,62 %                   | 47                         | 5,54 %                    |
| La Pomme             | 4 814    | 1 022               | 21,22 %                   | 234                        | 4,86 %                    |
| Saint-Marcel         | 2 671    | 482                 | 18,03 %                   | 50                         | 1,89 %                    |
| Saint-Menet          | 609      | 83                  | 13,62 %                   | 10                         | 1,57 %                    |
| La Treille           | 194      | 18                  | 9,33 %                    | 4                          | 1,91 %                    |
| La Valbarelle        | 2 703    | 691                 | 25,58 %                   | 103                        | 3,81 %                    |
| La Valentine         | 912      | 109                 | 11,98 %                   | 17                         | 1,86 %                    |
| Total arrondissement | 15 080   | 2 797               | 18,55 %                   | 480                        | 3,18 %                    |
| Total Marseille      | 213 538  | 46 568              | 21,81 %                   | 8 414                      | 3,94 %                    |

### Logements par quartiers au 8/3/1999
| Quartier        | % locataires | % immeubles collectifs | % 4 pièces et plus |
| --------------- | ------------ | ---------------------- | ------------------ |
| Les Accates     | 15,05 %      | 6,27 %                 | 67,08 %            |
| La Barasse      | 26,00 %      | 18,74 %                | 55,68 %            |
| Les Camoins     | 14,00 %      | 11,46 %                | 67,44 %            |
| Eoures          | 15,08 %      | 6,43 %                 | 64,97 %            |
| La Millière     | 37,36 %      | 36,85 %                | 58,34 %            |
| La Pomme        | 53,13 %      | 90,57 %                | 54,93 %            |
| Saint-Marcel    | 54,51 %      | 64,04 %                | 52,01 %            |
| Saint-Menet     | 37,84 %      | 10,36 %                | 76,40 %            |
| La Treille      | 16,03 %      | 4,64 %                 | 68,35 %            |
| La Valbarelle   | 59,10 %      | 82,15 %                | 48,05 %            |
| La Valentine    | 28,00 %      | 24,72 %                | 54,31 %            |
| Arrondissement  | 46,89 %      | 63,62 %                | 55,19 %            |
| Total Marseille | 51,73 %      | 82,86 %                | 38,21 %            |

### Population des quartiers par tranches d'âge au 8/3/1999

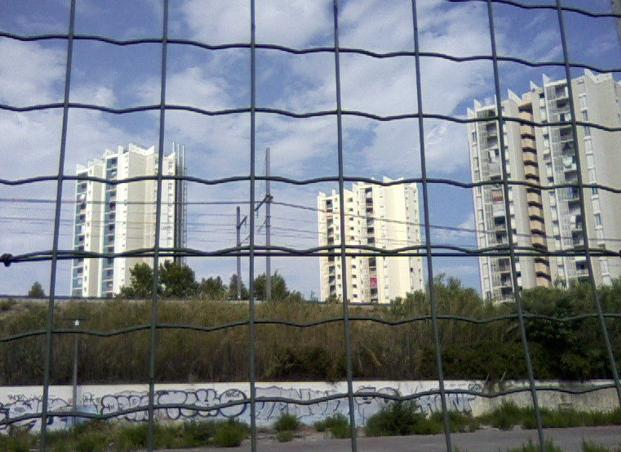
Vue de la cité Air Bel dans les quartiers Sud de Marseille (11e).

| Quartier        | % 0-19 ans | % 20-39 ans | % 40-59 ans | % 60-74 ans | % 75 ans et + |
| --------------- | ---------- | ----------- | ----------- | ----------- | ------------- |
| Les Accates     | 25,19 %    | 24,09 %     | 33,48 %     | 10,50 %     | 6,74 %        |
| La Barasse      | 23,87 %    | 27,02 %     | 28,19 %     | 14,10 %     | 6,83 %        |
| Les Camoins     | 21,59 %    | 24,40 %     | 33,32 %     | 13,59 %     | 7,10 %        |
| Eoures          | 26,73 %    | 23,55 %     | 29,91 %     | 13,44 %     | 6,36 %        |
| La Millière     | 27,71 %    | 26,18 %     | 26,39 %     | 13,73 %     | 6,00 %        |
| La Pomme        | 29,57 %    | 28,31 %     | 26,18 %     | 11,18 %     | 4,75 %        |
| Saint-Marcel    | 25,83 %    | 28,14 %     | 28,01 %     | 12,29 %     | 5,73 %        |
| Saint-Menet     | 32,36 %    | 24,40 %     | 32,01 %     | 8,26 %      | 2,97 %        |
| La Treille      | 26,38 %    | 19,79 %     | 33,44 %     | 14,26 %     | 6,13 %        |
| La Valbarelle   | 28,23 %    | 28,18 %     | 24,91 %     | 12,79 %     | 5,89 %        |
| La Valentine    | 25,42 %    | 25,59 %     | 29,26 %     | 12,61 %     | 7,12 %        |
| Arrondissement  | 27,57 %    | 27,27 %     | 27,49 %     | 12,11 %     | 5,56 %        |
| Total Marseille | 23,16 %    | 28,67 %     | 24,84 %     | 14,18 %     | 9,16 %        |

## Économie

### Revenus de la population et fiscalité
En 2010, le revenu fiscal médian par ménage était de 27 943 €, ce qui plaçait le 11e arrondissement au 4e rang parmi les 16 arrondissements de Marseille.

## Résultats électoraux
| Scrutin             | Scrutin             | 1er tour | 1er tour | 1er tour | 1er tour | 1er tour | 1er tour | 1er tour | 1er tour | 1er tour | 1er tour | 1er tour | 1er tour | 2d tour | 2d tour | 2d tour | 2d tour | 2d tour | 2d tour |
| Scrutin             | Scrutin             | 1er      | 1er      | %        | 2e       | 2e       | %        | 3e       | 3e       | %        | 4e       | 4e       | %        | 1er     | 1er     | %       | 2e      | 2e      | %       |
| ------------------- | ------------------- | -------- | -------- | -------- | -------- | -------- | -------- | -------- | -------- | -------- | -------- | -------- | -------- | ------- | ------- | ------- | ------- | ------- | ------- |
| Présidentielle 2017 | Présidentielle 2017 |          | FN       | 32,25    |          | LFI      | 22,20    |          | EM       | 17,75    |          | LR       | 17,02    |         | EM      | 53,00   |         | FN      | 47,00   |
| Présidentielle 2022 | Présidentielle 2022 |          | RN       | 29,96    |          | LFI      | 23,80    |          | LREM     | 21,17    |          | REC      | 11,69    |         | RN      | 52,60   |         | LREM    | 47,40   |
| Législatives 2022   | 1er                 |          | RN       | 30,06    |          | PS-Nupes | 25,22    |          | LREM-Ens | 22,85    |          | REC      | 7,48     |         | RN      | 52,65   |         | LREM    | 47,35   |
| Législatives 2024   | 1er                 |          | RN       | 47,20    |          | DVG-NFP  | 28,60    |          | Ren-Ens  | 20,60    |          | DVD      | 1,46     |         | RN      | 55,94   |         | DVG     | 44,06   |